# رود غاسبار
رود غاسبار (بالإنجليزية: Rod Gaspar)‏ هو لاعب كرة قاعدة أمريكي، ولد في 3 أبريل 1946 في لونغ بيتش في الولايات المتحدة.

## وصلات خارجية
- رود غاسبار على موقع دوري كرة القاعدة الرئيسي (الإنجليزية)
- رود غاسبار على موقعبيزبول رفرنس.كوم (الدوري الرئيسي) (الإنجليزية)
- رود غاسبار على موقعبيزبول رفرنس.كوم (الدوري الثانوي) (الإنجليزية)
- رود غاسبار على موقع جمعية أبحاث البيسبول الأمريكية (الإنجليزية)
- رود غاسبار على موقع إي إس بي إن.كوم (أم.أل.بي) (الإنجليزية)
- رود غاسبار على موقع مشجعي الرسوم البيانية (الإنجليزية)